# Diaphorus ochripes
Diaphorus ochripes är en tvåvingeart som först beskrevs av Becker 1924.  Diaphorus ochripes ingår i släktet Diaphorus och familjen styltflugor. Inga underarter finns listade i Catalogue of Life.